# Barranc del Ruc
El barranc del Ruc és un barranc del Pallars Jussà que discorre pel terme de Castell de Mur (antic terme de Mur), en territori de Vilamolat de Mur.
Es forma al nord-est de les Borrelles de Dellà, en els vessants occidentals del Tossal Gros. Des d'aquell lloc davalla cap al nord-est, passa a llevant de los Seixos i a ponent de les Planes, i arriba al lloc on hi ha la Font del Ruc. Després passa pel sud-est del Serrat del Nenot i s'aboca en el barranc de Sant Gregori al nord de les Costes del Barranc del Ruc.